# Porte de Reuilly
De Porte de Reuilly is een toegangslocatie (porte) tot de stad Parijs, en is gelegen in het noordwestelijke 12e arrondissement.